# Henry Scheffer
Pour les articles homonymes, voir Scheffer.
Henry Scheffer, né le 25 septembre 1798 à La Haye et mort le 16 mars 1862 à Paris, est un peintre français d'origine néerlandaise.
Il est le frère du peintre Ary Scheffer.

## Biographie
Henry Scheffer est le fils de Johan Bernard Scheffer, un peintre allemand et de Cornelia Lamme (en), une artiste peintre néerlandaise. Son père était portraitiste et peintre d'histoire à la cour de Louis-Napoléon, roi de Hollande, le jeune garçon fut élevé dans le respect de l’Empire. Sa mère était miniaturiste. Avec ses deux frères aînés, Arnold et Ary, ils arrivent à Paris en 1811 peu après le décès de leur père en 1809. En 1814, ils vivent avec les Français les événements qui suivirent la défaite de la Grande Armée. Cette période allait influencer plus tard Ary qui peindra plusieurs tableaux se rapportant à cette époque. Sous la Restauration, les trois frères Scheffer s’étaient liés avec la jeunesse estudiantine qui s’opposait à la monarchie. Arnold devint rédacteur dans un journal d’opposition, L’Indépendant, et fut condamné en 1818 pour un écrit séditieux. Prenant le pas, ses deux frères s’identifieront à des idées libérales plus ou moins bonapartistes et militeront contre la dynastie des Bourbons.
Comme son frère Ary , Henry Scheffer se lance lui aussi dans la peinture. Il entre dans l'atelier de Pierre-Narcisse Guérin le 27 septembre 1813 et débute au Salon de 1824 avec le Christ sur les genoux de la Vierge, Jeune Fille soignant sa mère malade, Le Lendemain de l'enterrement et Des Parents pleurant la mort de leur enfant.
Henry Scheffer augmente sa clientèle en bénéficiant indirectement du statut de peintre attitré de Louis-Philippe et de la famille royale que son frère, Ary Scheffer, obtient en 1830. Il semble même qu'il ait reçu plus de commandes que son frère aîné, en particulier du roi, pour le musée de Versailles.
Sa fille Cornélie épousera en 1856 le philosophe Ernest Renan, dont il fait le portrait (Paris, musée de la vie romantique).
Henry Scheffer restera dans la lignée du mouvement romantique, et ses œuvres seront exposées jusqu'à sa dernière participation au Salon de 1859. Il compte Pierre Puvis de Chavannes et Charles Tillot parmi ses élèves.

## Réception critique
« […] Nous n'osons pas supposer, pour l'honneur de M. Henri Scheffer, que le portrait de Sa Majesté ait été fait d'après nature. - Il y a dans l'histoire contemporaine peu de têtes aussi accentuées que celle de Louis-Philippe. - La fatigue et le travail y ont imprimé de belles rides, que l'artiste ne connaît pas. - Nous regrettons qu'il n'y ait pas en France un seul portrait du Roi. - Un seul homme est digne de cette œuvre : c'est M. Ingres. Tous les portraits de Henri Scheffer sont faits avec la même probité, minutieuse et aveugle; la même conscience, patiente et monotone […] »

Charles Baudelaire, Salon de 1845'.

« […] M.Henri Scheffer, que le nom que nous venons de prononcer nous rappelle, nous montre Mme Roland et M. Delamarche allant au supplice. - Cette peinture a beaucoup de rapports avec la Charlotte Corday, et semble en être comme une espèce de pendant. - Nous reprochons à M. Henri Scheffer, pour ce tableau comme pour le portrait du roi, des morceaux cernés de noir et des tons de porcelaine que la nature n’offre pas. - Cela soit dit sans faire tort à la distinction et au sentiment, qui sont les qualités de M. Scheffer. »

Théophile Gautier, Salon de 1845.

« […] Du reste, cette peinture est si malheureuse, si triste, si indécise et si sale, que beaucoup de gens ont pris les tableaux de M. Ary Scheffer pour ceux de M. Henry Scheffer, un autre Girondin de l’art. Pour moi, ils me font l’effet. de tableaux de M. Delaroche, lavés par les grandes pluies. Une méthode simple pour connaître la portée d’un artiste est d’examiner son public. M. E. Delacroix a pour lui les peintres et les poètes ; M. Decamps, les peintres ; M. Horace Vernet, les garnisons, et M. Ary Scheffer, les femmes esthétiques qui se vengent de leurs fleurs blanches en faisant de la musique religieuse […] »

Charles Baudelaire, Salon de 1846.

## Œuvres dans les collections publiques

### France
- Chalifert, église : Le Christ au jardin des oliviers, 1855, huile sur toile, 180 × 300 cm,  inscrit dans l'inventaire supplémentaire à la liste des objets mobiliers classés.
- Clermont-Ferrand, mairie : une huile sur toile.
- Grenoble :
  - musée de Grenoble :
    - Portrait de M. Sideney, 1825, huile sur toile, 73 × 59 cm[9] ;
    - Arrestation de Charlotte Corday en 1793, 1830, huile sur toile, 130 × 163 cm[10].
- Orléans, musée des Beaux-Arts: Jeanne d'Arc arrivant sur la place de Rouen, le prêtre qui l'avait trahie se jette à ses pieds et invoque son pardon, Salon de 1835, huile sur toile, 59 x 98 cm[11].
- Paris :
  - musée du Louvre :
    - Nepomucène Lemercier (1771-1884), 1840, huile sur toile, 65 × 49 cm[12] ;
    - Portrait de jeune homme, 1840, portrait d'inconnu, huile sur toile, 62.5 × 46 cm[13].

  - musée de la vie romantique : Portrait d'Ernest Renan, vers 1856, huile sur toile.
  - Palais du Luxembourg, Sénat : six huiles sur toile.
- Rennes, musée des beaux-arts :
  - Petite Fille au manteau bleu, portait d'inconnue, 1844, huile sur toile, 49 × 43.5 cm[14] ;
  - Portrait d'Hippolyte Lucas, poëte rennais, entre 1847 et 1855, huile sur toile, 98 × 63.5 cm[15] ;
  - Portrait de dame en pelisse blanche, portrait d'inconnue, 1re moitié - 3e quart du XIXe siècle, huile sur toile, 61 × 50 cm[16].
- Sens, mairie : une huile sur toile.
- Vendôme, musée de Vendôme : Portrait de Louis-Joseph de Vendôme, 2e quart du XIXe siècle, estampe[17].

- Versailles :
  - musée de l'Histoire de France :

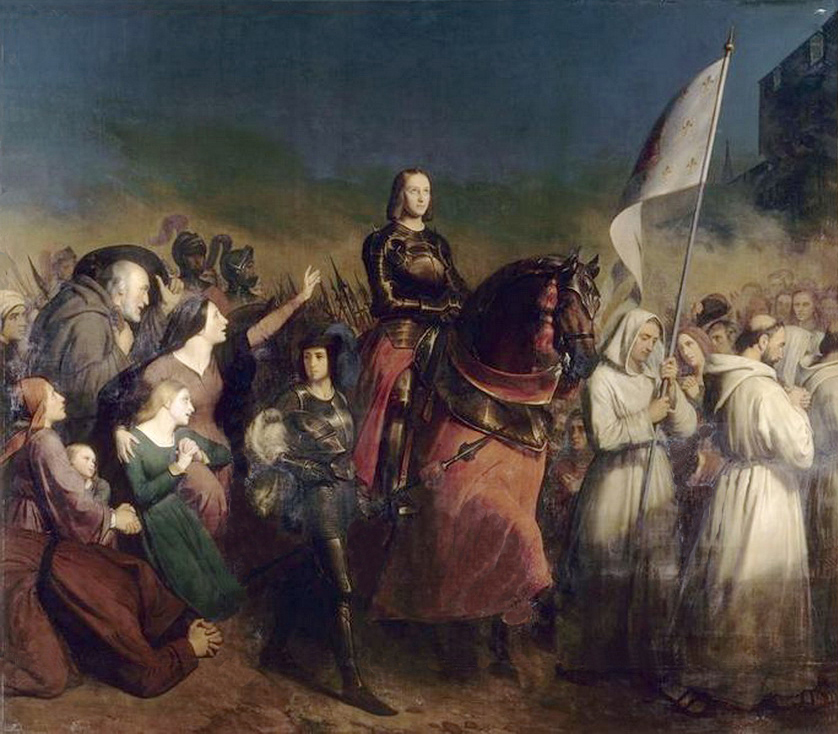
Entrée de Jeanne d'Arc à Orléans, 8 mai 1429 (entre 1837 et 1843), Versailles, musée de l'Histoire de France.

    - Amaury VI, comte de Montfort, Connétable de France en 1230, 1835, huile sur toile, 135,4 × 178,4 cm[18] ;
    - Bataille de Cassel, 23 août 1328, 1837, huile sur toile, 465 × 543 cm[19] ;
    - Blaise de Montesquiou-Lasseran-Massencome, seigneur de Montluc, maréchal de France (?-1577), XIXe siècle, huile sur toile, 215 × 140 cm[20] ;
    - Claude de Beauvoir, sire de Chastellux, 1835, huile sur toile, 215 × 140 cm[21] ;
    - Conseil des ministres présidé par le roi Louis-Philippe au château de Champlatreus. 11 août 1838, 1841, huile sur toile, 81 × 110 cm[22] ;
    - Entrée de Jeanne d'Arc à Orléans, 8 mai 1429, entre 1837 et 1843, huile sur toile, 425 × 483 cm[23] ;
    - Eugène de Beauharnais, vice-roi, d'Italie (1781-1824), 1835, huile sur toile, 255 × 200 cm[24] ;
    - Ferdinand-Philippe-Henri, duc d'Orléans (1810-1842), 1834, huile sur toile, 228 × 131 cm[25] ;
    - Jean-François-Casimir Delavigne (1793-1843), 1844, huile sur toile, 64 × 53 cm[26] ;
    - Marie Joseph Paul Yves Roch Gilbert Mottier, Marquis de La Fayette (1757-1834), 1834, huile sur toile, 227 × 127 cm[27] ;
    - Philippe de Mornay, seigneur de Plessis-Marly (1549-1623), 1835, huile sur toile, 70 × 56 cm[28] ;
    - Bataille de Montmirail. 11 février 1814, 2e quart du XIXe siècle, huile sur toile[29] ;
    - Bataille de Jemmapes. 6 novembre 1792, 1834, huile sur toile, 296 × 678 cm[30].

### Pays-Bas
- Dordrecht, Dordrechts Museum
  - Portrait d'Arie Johannes Lamme[31]
- Rotterdam, musée Boijmans Van Beuningen
  - Le Premier enfant, 1818[32].

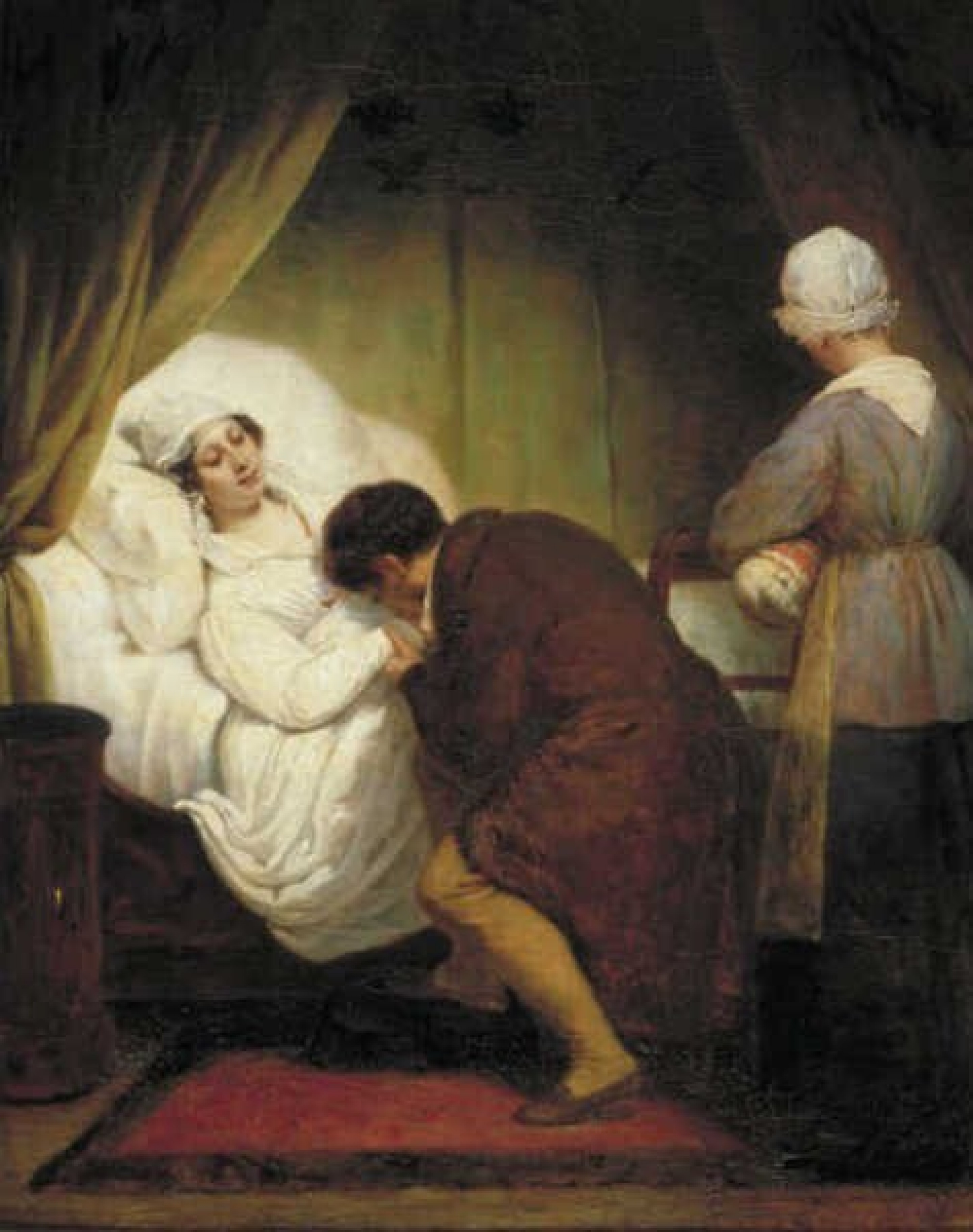
Le Premier enfant, 1818 (musée Boijmans Van Beuningen)
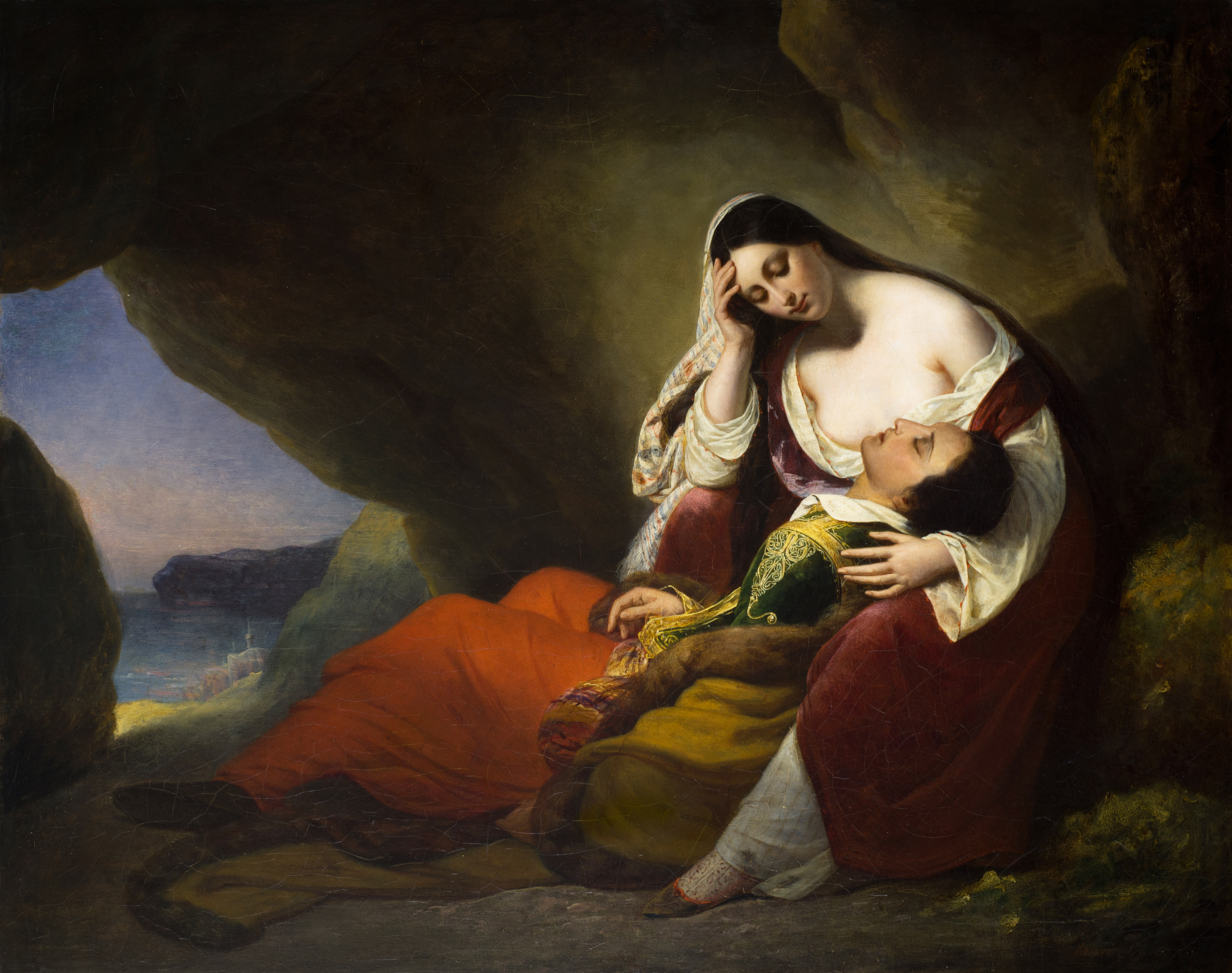
Don Juan endormi sur les genoux d’Haedée (d'après le poème de Byron), Salon de 1827
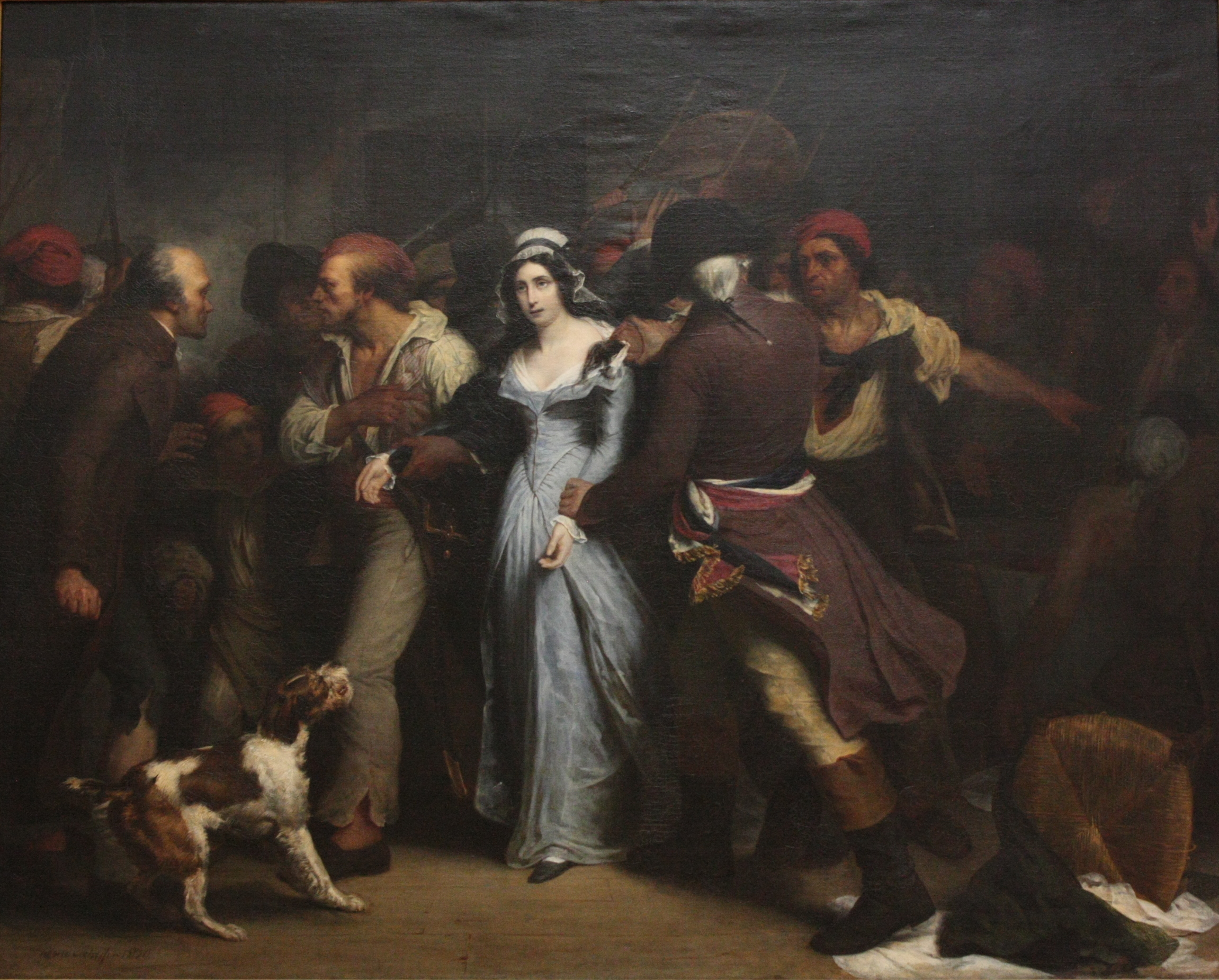
L'Arrestation de Charlotte Corday, 1830 (musée de Grenoble)
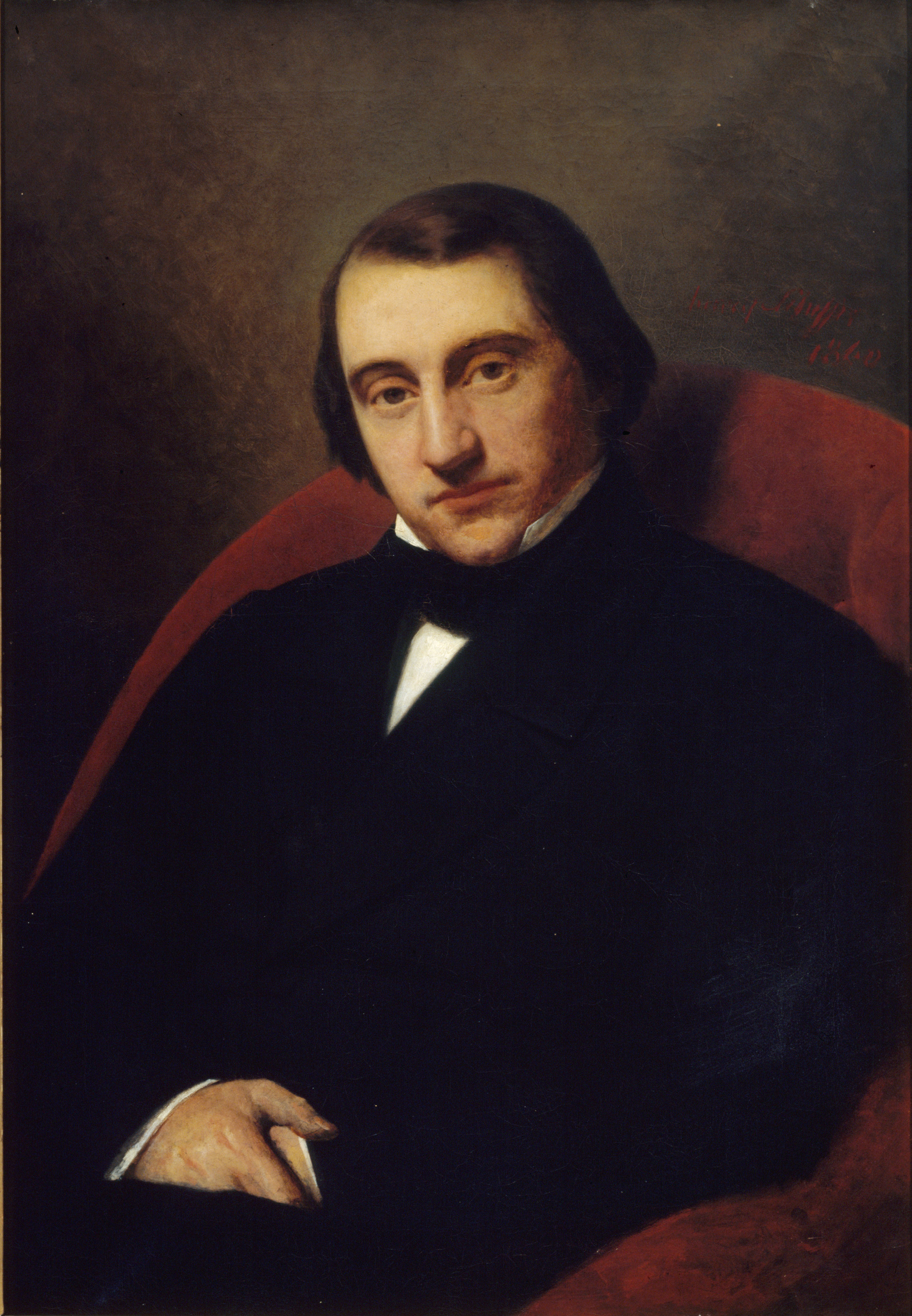
Portrait d'Ernest Renan, 1860 (musée de la vie romantique